# Tora Torapa
Tora Torapa est la soixante-et-onzième histoire et le vingt-troisième album de la série Spirou et Fantasio. Elle est scénarisée et dessinée par Jean-Claude Fournier. Elle est publiée pour la première fois dans Spirou du no 1801 au no 1824.

## Résumé

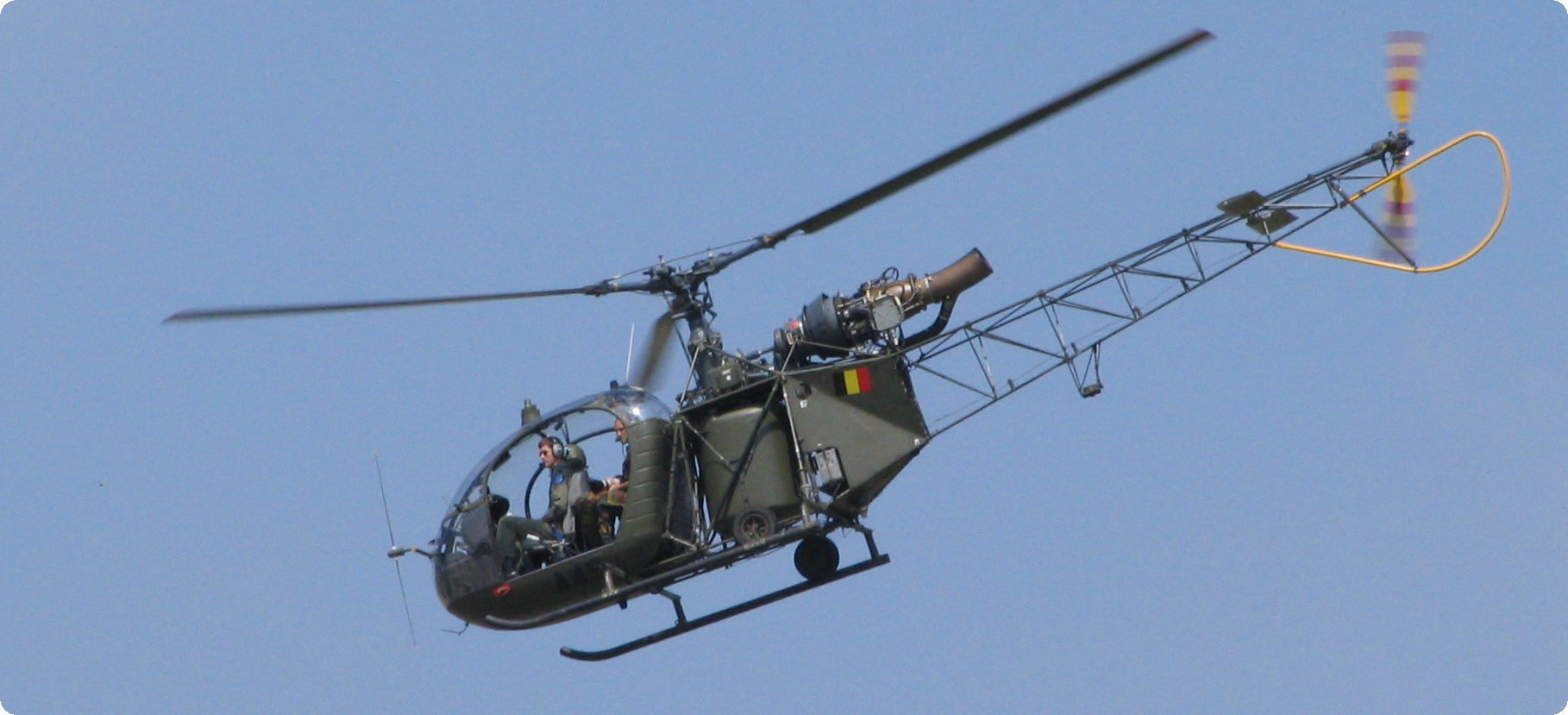
L'hélicoptère Alouette du Triangle qui enlève Zorglub

A Champignac, Spirou, Fantasio, le Comte, Zorglub et Itoh Kata sont en train de tester une balle-émetteur avec un fusil, lorsque Zorglub est enlevé par hélicoptère alors qu'il trône au sommet d'un sapin. Spirou lui tire dessus afin de suivre son trajet. Ils savent ainsi que Zorglub a été emmené à l'aérodrome de Bolet-le-Vieux et le comte de Champignac essaie de prévenir par téléphone le directeur de l'aérodrome, Gédéon de Courte, mais les kidnappeurs ont pris soin de couper la ligne téléphonique. 
Ensuite, ils se rendent à l'aérodrome et découvrent les ravisseurs l'emmènent en Polynésie, à Papa Lapavu. Gédéon n'a pas remarqué que Zorglub était enlevé car selon lui il paraissait en bons termes avec les trois types qui l'accompagnaient, ce qui interpelle Spirou. Ils se rendent en Polynésie en avion. Au départ de l'aéroport, Gédéon leur signale que Spip, animal de compagnie, doit être mis en cage et dans la soute selon le règlement, cependant Itoh Kata, illusionniste, fait disparaître Spip.
Cependant Spip est ensuite découvert, au cours d'une brève embardée de l'avion où il est ejecté du chapeau d'Itoh Kata. Spip fait paniquer l'hôtesse de l'air et le commandant de bord mais l'incident est vite clos. 
Sur place en Polynésie, ils apprennent qu'il est détenu à l'île de Tora Torapa. L'attitude très relaxée du chauffeur de bus, Ora Bobo, qui les attend en Polynésie, dont Fantasio et des voyageurs se plaignent car il s'arrête pour pêcher en compagnie de son ami Tapapu sans se soucier du temps; change brutalement quand il comprend que Spirou veut se rendre à Tora Torapa car cette île est réputée maudite. Effectivement, personne n'accepte de les emmener sur l'île. Itoh Kata contourne la difficulté en se servant de ses talents de magicien : il joue et gagne à un jeu de cartes contre un marin qui, pour rembourser sa dette, se retrouve obligé d'emmener Spirou et sa bande sur Tora Torapa.
Un gardien du Triangle remarque l'embarcation qui arrive et menace Spirou et ses amis avec une arme. Mais Itoh Kata le désarme avec un nouveau tour d'illusioniste. Le gardien s'échappe et va prévenir l'organisation du Triangle de l'intrusion. Spirou remarque que la casquette du gardien, qu'il a perdue pendant sa fuite, porte le signe du Triangle. Papa Pop prévenu de l'intrusion ordonne de fouiller l'île de lendemain. Spirou et ses compagnons se cachent découvrent que les habitants de l'île sont à la merci du Triangle, tout comme Zorglub. Ils sont rejoints par une indigène courageuse qui s'échappe, Ororéa, et les guide jusqu'à une ancienne base de Zorglub où le Triangle se retranche. Pendant ce temps, Zorglub, croyant que le Triangle veut se racheter, construit pour leur chef Papa Pop un émetteur attire-moustiques ayant une portée de 10 000 kilomètres.
En croyant plonger dans l'eau depuis un pont qui semble coupé, Ororéa découvre et montre involontairement au comte de Champignac un pont magnétique, invention dont Zorglub lui avait précédemment parlé mais à laquelle il ne croyait pas: ce pont en apparence coupé se traverse tant qu'un courant électrique est activé. En pénétrant dans la base, Spirou et ses amis découvrent la véritable identité de Papa Pop: Zantafio en personne, affublé d'une perruque ! Mais Spirou et son équipe sont capturés et Zantafio leur annonce que les moustiques seront attirés vers une base atomique de Polynésie où ils anéantiront toute vie, y compris celles de Spirou, Fantasio, Itoh Kata, Ororéa et le comte de Champignac.
Zorglub enfermé pour avoir assisté à l'inoculation sans que cela ne soit prévu, a de son côté réussi à tromper ses gardiens par une ruse et s'échappe. Apercevant Zantafio, il comprend qu'il s'est fait berner et sabote l'émetteur, tout en en collant un en état de marche sous l'avion du bandit, également saboté. Zorglub part ensuite libérer ses amis, peu de temps avant que Zantafio ne lâche ses moustiques gavés au curare. Tentant de fuir à bord de l'avion, Zantafio s'écrase en mer. Les moustiques suivent l'avion et se noient, tandis que Zantafio et deux de ses sbires s'enfuient à bord d'un radeau. Spirou réussit de son côté à convaincre les Tontons Marmoutes qui avaient collaboré au Triangle en surveillant ses installations, de reconstruire Tora Torapa, afin que l'île redevienne un lieu de vie. Ororéa repart finalement en Europe avec ses compagnons car elle se révèle être photographe.

## Personnages
- Spirou
- Fantasio
- Spip
- Le Comte de Champignac
- Zorglub
- Itoh Kata
- Ororéa (première apparition)
- Zantafio
- Mac Ravash (première apparition)
- Le commissaire (première apparition)

## Historique
Mac Ravash, l'un des sbires de Zantafio, est une caricature d'Yvan Delporte.
L'album, qui paraît alors que la vague hippie déferle sur le vieux continent, est profondément marqué par son époque. Zantafio grimé en Papa Pop (qui a des airs de Jerry Garcia), ainsi que les sbires du Triangle ont tous les cheveux longs ou la barbe hirsute. Ces derniers se font appeler Tontons Mamoutes, une référence aux Tontons Macoutes. Leur apparence dénote fortement avec celle de nos héros qui elle, reste intemporelle.

## Clins d'œil
L'album contient les caméos de deux autres personnages célèbres de la bande dessinée franco-belge ; à l'aéroport, on voit Natacha, hôtesse de la compagnie, accompagner le garçon, Benoît Brisefer.

## Publication

### Revues
Histoire publiée pour la première fois dans Spirou du no 1801 du 19 octobre 1972 au no 1824 du 29 mars 1973,.

### Album
- Édition originale : 52 planches, format normal. Dupuis, (DL 01/1973)[1]
- En 2010, l’histoire est intégrée au dixième volume de l'Intégrale Spirou et Fantasio : 1972-1975. 190 planches, format normal. Dupuis, (DL 10/2010)[5]  (ISBN 978-2-8001-4748-2)